# Dipartimento per gli affari europei
Il Dipartimento per gli affari europei è il dipartimento, incardinato presso la Presidenza del Consiglio dei ministri, che opera nell'area funzionale dei rapporti del Governo con le istituzioni dell'Unione europea e della quale il presidente si avvale per il coordinamento nella fase di predisposizione della normativa europea e per le attività inerenti all'attuazione degli obblighi assunti nell'ambito dell'Unione.
Ha sede a Roma, in largo Chigi 19, all'interno della galleria Alberto Sordi.

## Storia

Vecchio emblema del Dipartimento politiche comunitarie

Il dipartimento fu istituito dalla legge 16 aprile 1987, n. 183, col nome di dipartimento per il coordinamento delle politiche comunitarie. Nel governo Fanfani VI, le relative funzioni furono delegate al ministro degli affari esteri Giulio Andreotti; quindi vennero conferite ad un apposito ministro senza portafoglio che, a seconda delle denominazioni di volta in volta adottate dai vari governi, assunse l'incarico di ministro per il coordinamento delle politiche comunitarie (1987-94), per il coordinamento delle politiche dell'Unione europea (1994-95), per le politiche comunitarie (1998-2006), per le politiche europee (2006-11) o, infine, per gli affari europei (dal 2011).
Il primo titolare dell'ufficio fu nominato durante il governo Goria, nella persona di Antonio La Pergola; a tale periodo risale la normativa riguardante il recepimento della legislazione comunitaria nell'ordinamento italiano (c.d. legge La Pergola).
La previsione di una specifica struttura deputata all'«attuazione degli impegni assunti nell'ambito dell'Unione europea» fu confermata dalla disciplina in tema di ordinamento della Presidenza del Consiglio (d.lgs. 30 luglio 1999, n. 303, art. 3).
Il dipartimento fu potenziato dalla legge 4 febbraio 2005, n. 11 (c.d. legge Buttiglione), recante Norme generali sulla partecipazione dell'Italia al processo normativo dell'Unione Europea e sulle procedure di esecuzione degli obblighi comunitari. La struttura fu successivamente riorganizzata (DPCM 9 ottobre 2006, DPR 14 maggio 2007 n. 91).
Nel 2006, durante il governo Prodi II, le funzioni proprie del dipartimento furono conferite a Emma Bonino che, oltre alla titolarità del ministero del commercio internazionale, assunse altresì la carica di ministro per le politiche europee. La differente denominazione dell'incarico si mantenne col governo Berlusconi IV, attraverso la delega di tali funzioni al ministro Andrea Ronchi (per quanto l'iniziale decreto di nomina avesse fatto riferimento alle «politiche comunitarie» e non alle «politiche europee»).
Nel 2011, in seguito alla riorganizzazione delle strutture generali della Presidenza del Consiglio, la struttura prese il nome di dipartimento per le politiche europee (DPCM 1º marzo 2011); il cambio di denominazione fu sancito anche a livello di fonte primaria mediante la legge 24 dicembre 2012, n. 234 (art. 18), che procedette anche a ridefinire competenze e struttura del dipartimento. Nel governo Monti, le relative funzioni furono delegate a Enzo Moavero Milanesi, che assunse la carica di ministro per gli affari europei. Per effetto del DPCM 27 luglio 2023, anche la struttura riprese il nome di dipartimento per gli affari europei.

## Competenze
Il Dipartimento, in particolare:
- svolge le attività di coordinamento ai fini della definizione della posizione italiana da sostenere, d'intesa con il Ministero degli affari esteri e della cooperazione internazionale, in sede di Unione Europea
- monitora il processo decisionale europeo
- assicura al Parlamento, alle Regioni ed agli enti locali l'informazione sulle attività dell'Unione
- assicura, d'intesa con il Ministero dell'economia e delle finanze, il coordinamento dell'attuazione in Italia della strategia 'UE 2020'
- cura, d'intesa con il Ministero degli affari esteri e della cooperazione internazionale, i rapporti con le istituzioni, gli organi e gli organismi dell'Unione
- segue le politiche del mercato interno e della concorrenza
- cura e segue la predisposizione, l'approvazione e l'attuazione delle leggi e degli altri provvedimenti di adeguamento dell'ordinamento italiano alle norme europee
- segue il precontenzioso e il contenzioso dell'Unione europea, adoperandosi per prevenirlo
- promuove l'informazione sulle attività dell'Unione e coordina e promuove, in materia, le iniziative di formazione e di assistenza tecnica

## Organizzazione
Il dipartimento è suddiviso in uffici di diretta collaborazione del ministro e uffici propri del dipartimento.
Gli uffici di diretta collaborazione sono:
- capo di gabinetto
- segretaria particolare
- capo ufficio legislativo
  - vice capoufficio legislativo
- consigliere diplomatico
- consiglieri (coadiuvano il ministro nella trattazione delle questioni, in particolare, di carattere economico, giuridico e di contabilità pubblica)

La struttura del Dipartimento è coordinata dal capo dipartimento.
Il Dipartimento si articola in due uffici, cui sono preposti coordinatori con incarico di funzione di livello dirigenziale generale, e in otto Servizi, cui sono preposti coordinatori con incarico di funzione di livello dirigenziale:
- Ufficio per la cittadinanza europea, il mercato interno e gli affari generali
  - Servizio I – Informazione e comunicazione
  - Servizio II – Mercato interno I
  - Servizio III – Mercato interno II
  - Servizio IV - Affari generali
- Ufficio per il coordinamento delle politiche dell'Unione europea
  - Servizio I – Segreteria del comitato interministeriale I
  - Servizio II – Segreteria del comitato interministeriale II
  - Servizio III – Affari parlamentari e Corte di giustizia UE
  - Servizio IV – Aiuti di Stato

### Nucleo della Guardia di finanza per la repressione delle frodi comunitarie
Dipende funzionalmente dal capo del dipartimento, e gerarchicamente dal Comando militare preposto, il nucleo operativo della Guardia di Finanza per la repressione delle frodi comunitarie. Esso svolge attività di assistenza del Comitato omologo, istituito ai sensi dell'art. 76, della legge 19 febbraio 1992, n. 142.

### Struttura di missione per le procedure d'infrazione alla normativa UE
È una struttura di missione con i compiti di prevenire l'insorgere del contenzioso UE e di rafforzare il coordinamento delle attività volte alla risoluzione delle procedure d'infrazione alle normative dell'Unione europea.

## Elenco dei ministri
Nell'elenco, i ministri dal 1987, dal governo Goria in poi, nelle successive e diverse denominazioni del Dipartimento.

### Riferimenti normativi
- Art. 1 della Legge 16 aprile 1987, n. 183 - Coordinamento delle politiche riguardanti l'appartenenza dell'Italia alle Comunità europee ed adeguamento dell'ordinamento interno agli atti normativi comunitari.